# Houdain
Houdain (niederländisch: Hosden bzw. Hosdingen) ist eine französische Gemeinde mit 6990 Einwohnern (Stand 1. Januar 2022) im Département Pas-de-Calais in der Region Hauts-de-France; sie gehört zum Arrondissement Béthune und zum Kanton Bruay-la-Buissière.

## Lage
Die Gemeinde Houdain liegt am Fluss Lawe im Nordfranzösischen Kohlerevier, elf Kilometer südwestlich von Béthune und 22 Kilometer westlich von Lens. An die lange Steinkohlebergbau-Tradition erinnern heute noch die ehemaligen Bergarbeitersiedlungen Maroc, Cité 32 und Cité 35 sowie Reste von Abraumhalden.

## Bevölkerungsentwicklung
| Jahr                       | 1962 | 1968 | 1975 | 1982 | 1990 | 1999 | 2006 | 2014 | 2022 |
| -------------------------- | ---- | ---- | ---- | ---- | ---- | ---- | ---- | ---- | ---- |
| Einwohner                  | 8745 | 8807 | 8483 | 7746 | 7930 | 7771 | 7594 | 7386 | 6990 |
| Quellen: Cassini und INSEE |      |      |      |      |      |      |      |      |      |

## Sehenswürdigkeiten
- Kirche Saqint-Jean-Baptiste
- viele ehemalige Bergarbeiterhäuser
- Schloss Viel Fort
- zwei Wassertürme

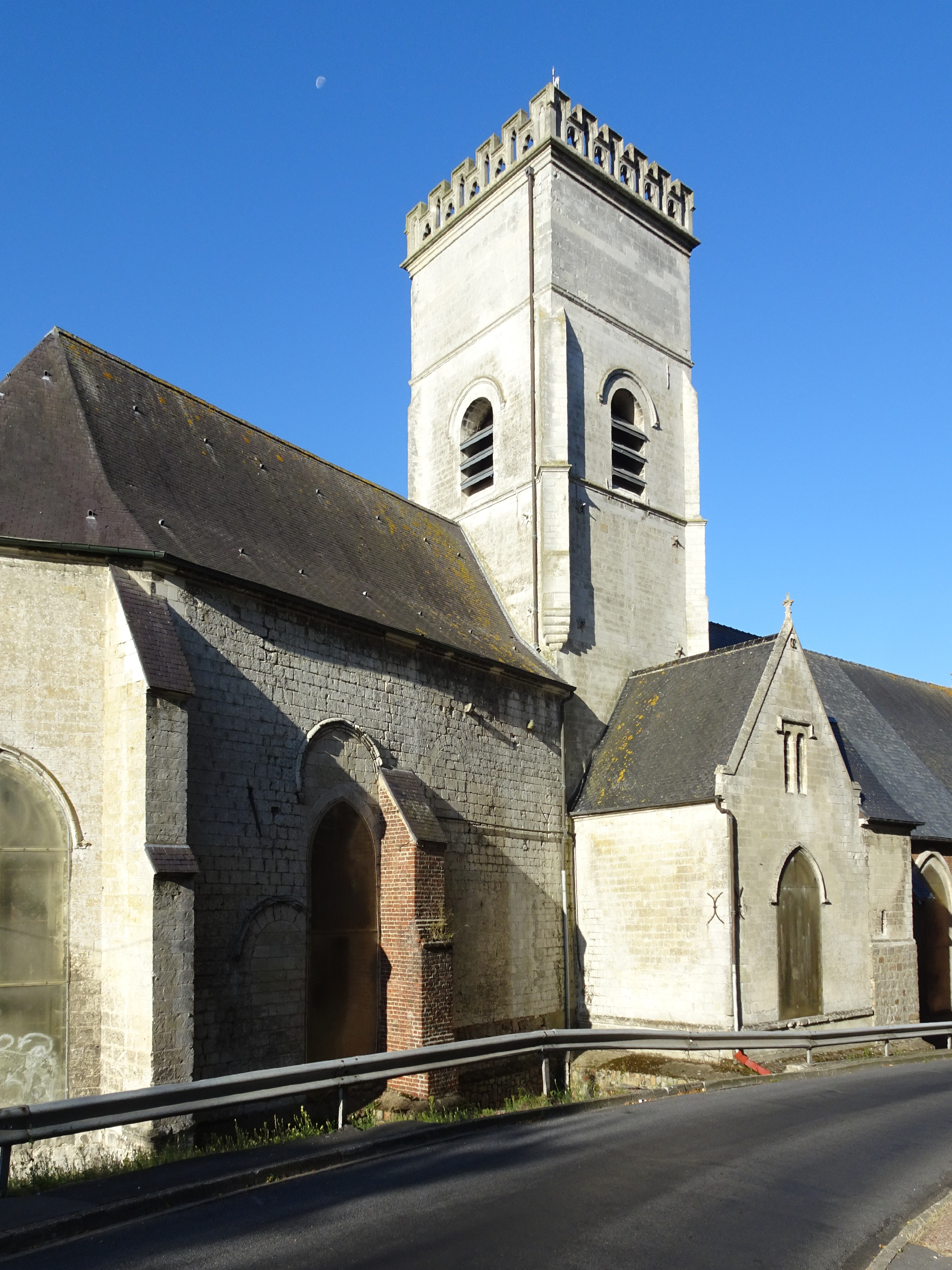
Kirche Saint-Jean-Baptiste
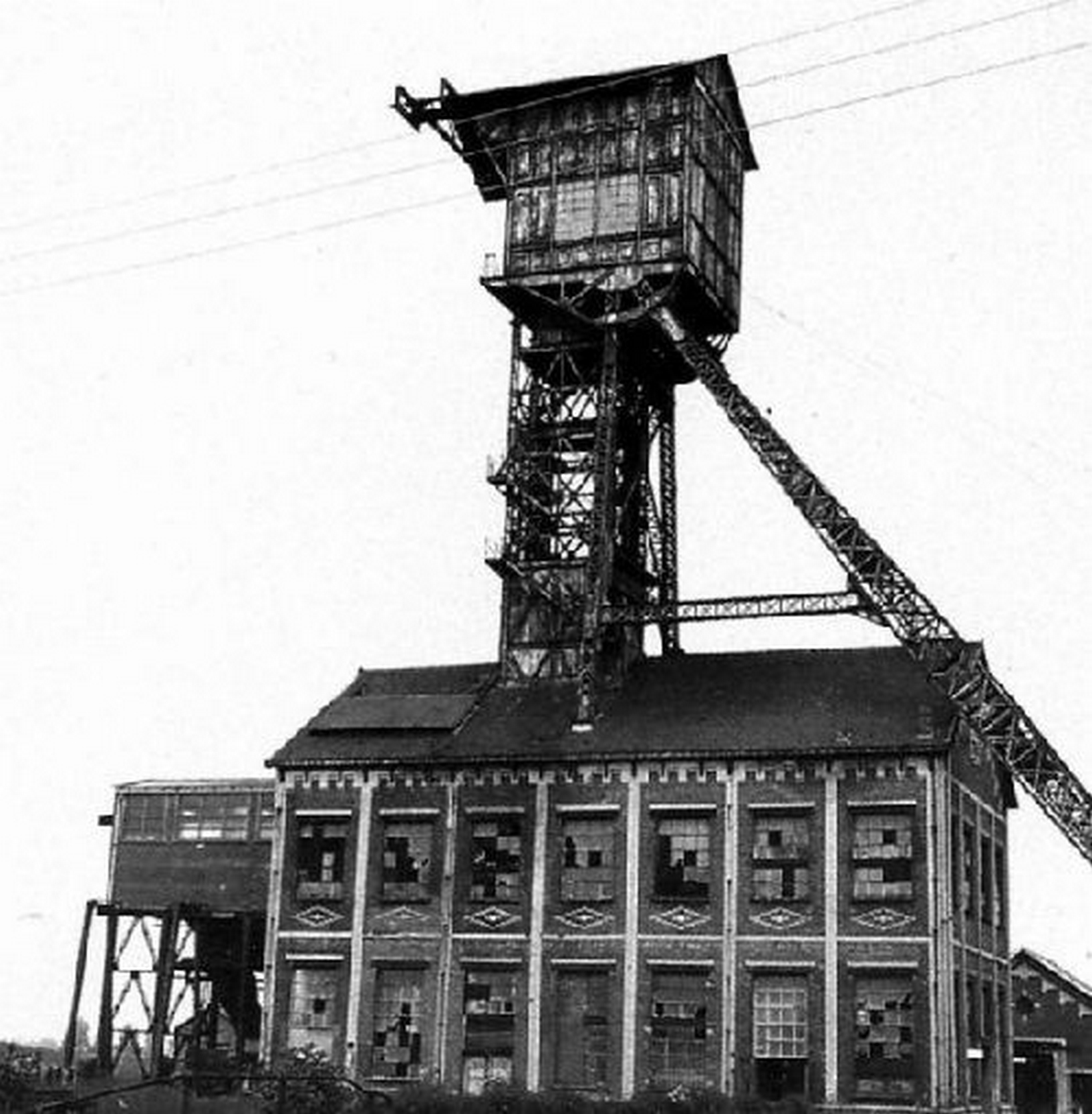
Förderturm der ehemaligen Zeche Nr. 7 im Jahr 1935
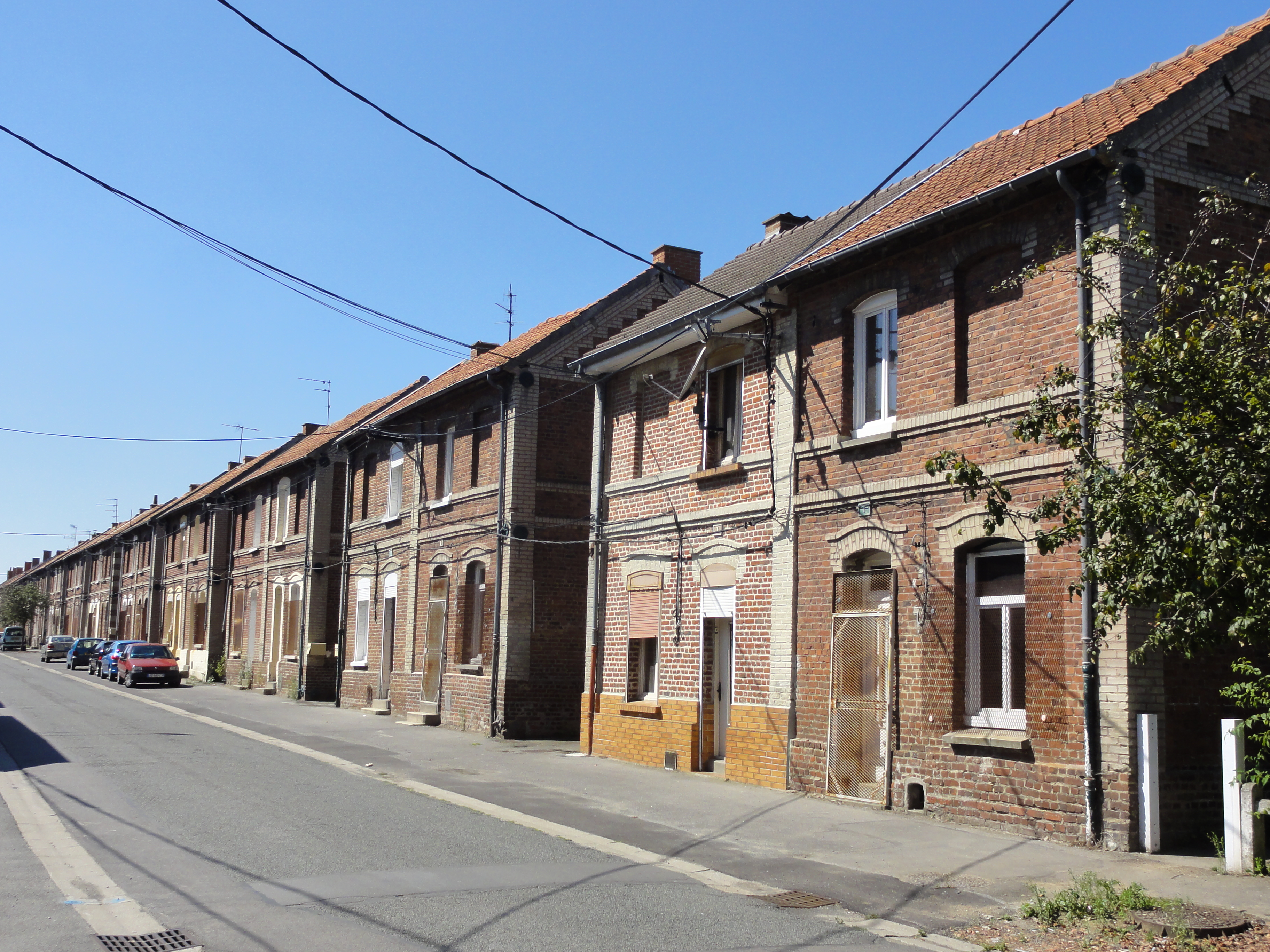
Ehemalige Bergarbeiterhäuser

## Gemeindepartnerschaft
- Kirchberg (Sachsen)[2]

## Persönlichkeiten
- Hervé (Florimond Ronger, 1825–1892), Komponist